# 逊让乡
逊让乡，是中华人民共和国青海省西宁市大通回族土族自治县下辖的一个乡镇级行政单位。

## 行政区划
逊让乡下辖以下地区：
逊布村、塘坊村、尕漏村、上后拉村、武胜沟村、后拉村、兰家村、安宁滩村、逊布沟村、庄头村、八里村、谷古家村和麻什藏村。